# Bosnien-Hercegovinas fodboldforbund
Nogometni/Fudbalski Savez Bosne i Hercegovine (bosnisk og serbisk: Fudbalski Savez Bosne i Hercegovine, FSBiH) (kroatisk: Nogometni Savez Bosne i Hercegovine, NSBiH), som kan kortfattes til NFSBIH, er Bosnien-Hercegovinas nationale fodboldforbund og dermed det øverste ledelsesorgan for fodbold i landet. Et andet større bosnisk forbund er Republika Srpskas fodboldforbund, som dog har langt mindre indflydelse.
NFSBIH blev grundlagt i 1992 og fik medlemskab i UEFA og FIFA i 1996. Det administrerer bl.a. Premijer Liga BiH og Bosnien-Hercegovinas fodboldlandshold.

## Kontroverser
Forbundet er upopulært og forhadt blandt de bosniske fodboldfans. Det er blevet anklaget for korruption (fiksede resultater og bestikkelse) og personer i den øverste ledelse har vist åbenlys fjendtlighed overfor landsholdet (f.eks. heppede den tidligere præsident Milan Jelić på Serbien, da de to lande mødtes, mens hans efterfølger Iljo Dominković foretræk det kroatiske landshold). Den nuværende generalsekretær Munib Ušanović er lige nu tiltalt for skatteunddragelse og magtmisbrug. Det har resulteret i store protester fra landets borgere.

### Udelukkelse
Den 1. april 2011 blev forbundet suspenderet fra både FIFA og UEFA, da forbundet ikke opfyldte de krav forbundene stillede. Det bosniske forbund er struktureret således at der er tyve delegerede fra hver af landets etniske grupper, det være sig bosniere, serbere og kroatere. Denne strukturering bryder hverken FIFA eller UEFA sig om, da de mener at der skeles til etnicitet i denne opbygning og der er imod deres regler.  Både FIFA og UEFA havde på møder (28. oktober 2010 og 4. oktober 2010), givet det bosniske forbund indtil 31. marts 2011 til at få styr på struktureringen, så det stemte overens med de regler de to forbund har. På et møde i det bosniske forbund den 29. marts 2011, stemte kun 22 ud af 54 delegerede for ændringen, hvilket betyder at hverken klubhold eller landshold fra Bosnien-Hercegovina har tilladelse til at deltage i internationale kampe. Findes der ikke en løsning på problemet inden den 3. juni 2011, trækkes Bosnien-Hercegovina ud af kvalifikationen til EURO 2012, der skal afholdes i Polen og Ukraine.

## Ekstern henvisning
- NFSBIH.ba